# Communauté de communes de la plaine de la Sauer et du Seltzbach
La communauté de communes de la plaine de la Sauer et du Seltzbach (abrégée en CCPSS) est une ancienne intercommunalités, située dans le département du Bas-Rhin et la région Alsace et comportait 10 communes.

## Historique
La communauté de communes de la plaine de la Sauer et du Seltzbach a été créée en 1982 et fait suite au SIVOM cantonal de Seltz (1980). Dans le cadre de réforme des collectivités territoriales, elle fusionne en 2014 avec la Communauté de communes de la Lauter et la Communauté de communes de Seltz - Delta de la Sauer pour former la Communauté de communes de la plaine du Rhin.

## Composition
| Nom                    | Code Insee | Gentilé          | Superficie (km2) | Population (dernière pop. légale) | Densité (hab./km2) |
| ---------------------- | ---------- | ---------------- | ---------------- | --------------------------------- | ------------------ |
| Beinheim (siège)       | 67025      | Beinheimois      | 15,23            | 1 870 (2014)                      | 123                |
| Buhl                   | 67069      | Buhlois          | 4,40             | 525 (2014)                        | 119                |
| Crœttwiller            | 67079      | Croettwillerois  | 2,55             | 173 (2014)                        | 68                 |
| Kesseldorf             | 67235      | Kesseldorfois    | 7,26             | 415 (2014)                        | 57                 |
| Mothern                | 67305      | Mothernois       | 10,30            | 2 052 (2014)                      | 199                |
| Niederrœdern           | 67330      | Niederroedernois | 6,88             | 925 (2014)                        | 134                |
| Schaffhouse-près-Seltz | 67440      | Schaffhousois    | 4,49             | 563 (2014)                        | 125                |
| Siegen                 | 67466      | Siegenois        | 8,10             | 505 (2014)                        | 62                 |
| Trimbach               | 67494      | Trimbachois      | 3,94             | 561 (2014)                        | 142                |
| Wintzenbach            | 67541      | Wintzenbachois   | 6,96             | 560 (2014)                        | 80                 |

## Administration
La CCPSS a son siège à Beinheim. Son dernier président est Bernard Hentsch, maire de Beinheim.